# Fast Break
Fast Break é um filme de comédia esportiva americano de 1979 dirigido por Jack Smight e produzido por Stephen Friedman . O filme é estrelado por Gabe Kaplan como David Greene, Harold Sylvester como DC e Bernard King como Hustler. O filme foi a estreia de Kaplan nas telonas, embora ele já tivesse feito aparições anteriores em seriados de televisão e filmes, e foi uma das primeiras aparições de Laurence Fishburne no cinema. Também foi um dos primeiros filmes do ator de filmes de ação Reb Brown.
Este filme também contou com o hit " With You I'm Born Again " de Billy Preston e Syreeta, que foi lançado em novembro de 1979 e alcançou a posição # 4 na Billboard Hot 100 . A dupla também gravou a música tema do filme, "Go for It", lançada como single em abril do mesmo ano. A trilha sonora do filme foi lançada pela Motown Records .
Smight o chamou de "um filme muito engraçado e lucrativo".

## Trama
David Greene é um fanático por basquete que mora no Brooklyn, Nova York, e alterna seu tempo entre jogar em jogos de basquete no bairro e administrar uma delicatessen. Ex-treinador do ensino médio, ele sonha em ganhar a vida treinando basquete e enviou inúmeras cartas para faculdades na esperança de realizar esse sonho - para grande desgosto de sua sofredora esposa Jan, que só quer comprar uma casa. e começar uma família.
Justamente quando David pensa que seu sonho o escapará para sempre, ele recebe uma oferta de trabalho duvidoso como treinador do time masculino de basquete da Universidade Cadwallader, uma faculdade fictícia de Nevada. O trabalho paga apenas US$ 60 por cada vitória, mas é prometido a David um contrato lucrativo se ele conseguir levar Cadwallader à vitória sobre o Nevada State (um dos 10 melhores times do país). David aceita o emprego, mas não consegue convencer a esposa a acompanhá-lo em sua jornada pelo país, e o casamento de David fica ameaçado enquanto ele persegue seu sonho.
David começa a construir sua equipe com seu amigo Hustler, um talentoso jogador de beisebol e ás de sinuca cuja sorte piora quando seus "pombos" percebem que foram atacados. David e Hustler recrutam Preacher, que também tem bons motivos para escapar de sua situação, já que há um contrato contra ele por ter engravidado a filha de 15 anos de um poderoso líder de culto. Em seguida, David e Hustler descobrem DC, conhecido de Hustler, que David reconhece como um ex-astro do ensino médio que trocou sua chance de glória no basquete para correr números . Finalmente, David e Hustler visitam Swish, uma jogadora sofisticada com um ótimo arremesso . David convence o andrógino Swish a se passar por homem para jogar no time.
David e seu quarteto recém-formado dirigem-se para o oeste e imediatamente começam a encontrar um quinto homem adequado entre o pequeno grupo de talentos dos atletas Cadwallader. Ele escolhe Sam Newton, apelidado de "Bull", que compensa nos músculos de limpeza da pista o que lhe falta em habilidades no basquete. Apesar das diferenças culturais da equipe, David transforma Cadwallader em um candidato. A equipe finalmente chama a atenção de Bo Winnegar, técnico do time de elite que David deve vencer para tornar seu trabalho de treinador uma proposta viável. David deve encontrar uma maneira de fazer com que Winnegar concorde com um jogo, o que, como disse o gerente do time Howard, será "como fazer com que o Ohio State Buckeyes jogue futebol com Radcliffe". No entanto, depois que o engenhoso treinador descobre que Bo gosta de bilhar, ele convoca Hustler para montar uma operação policial que força Bo a concordar com o jogo.
À medida que o confronto impossível se torna realidade, a equipe de David enfrenta desafios ainda maiores. Um assassino seguiu Preacher até Nevada, deixando Preacher temendo por sua vida enquanto ele entra no tribunal. E pouco antes da denúncia, David faz um acordo com um policial para permitir que DC participe do grande jogo antes de responder à lei por suas atividades ilegais. Durante o jogo, a esposa e a mãe de David aparecem para compartilhar a realização do sonho de sua vida.

## Elenco
- Gabe Kaplan como David Greene
- Harold Sylvester como DC
- Randee Heller como Jan
- Michael Warren como Tommy "Pregador" White
- Bernard King como Leroy "Hustler" Monroe
- Bert Remsen como Bo Winnegar
- John Chappell como Alton Gutkas
- Reb Brown como Sam "Bull" Newton
- Richard Brestoff como Howard
- Mavis Washington como Roberta "Swish" James
- Laurence Fishburne como garoto de rua

Antes das filmagens, a equipe fictícia de Cadwallader praticou por duas semanas com o assistente técnico da UCLA, Jim Harrick, que foi creditado no filme como consultor técnico. Cenas de quadra de basquete foram filmadas no Claremont Men's College, em Claremont, Califórnia .
A Columbia Pictures empregou uma estratégia incomum para promover o filme, enviando um comunicado à imprensa que dava a impressão de que Cadwallader era uma universidade real (completa com número de telefone e endereço do remetente em Bunkerville, Nevada ) que estava concedendo títulos honorários para, entre outros, Vice Presidente Walter Mondale, a cantora Dolly Parton ("por sua liderança em nome dos direitos das mulheres") e o empresário Henry Ford II . Só depois de jornalistas e funcionários do Estado terem começado a perguntar sobre a legitimidade da universidade (e de os potenciais estudantes terem telefonado para perguntar sobre as candidaturas) é que a Columbia admitiu a fraude.

## Recepção
O filme foi bem nas bilheterias, arrecadando cerca de US$ 9,5 milhões em aluguéis domésticos nos primeiros seis meses de lançamento, contra um orçamento de não mais que 3,5 milhões.
Vincent Canby, do The New York Times, escreveu sobre o filme: "Embora seja um bom filme, é tão descartável quanto lixo eletrônico". Roger Ebert deu ao filme 2 estrelas de 4 e escreveu: "Vimos essa fórmula com tanta frequência que 'Fast Break' é quase como uma reprise." A Variety escreveu: "'Fast Break' parece ser um telefilme que entrou na arena errada. Agradável de uma forma bastante inofensiva, o lançamento da Columbia Pictures parece certo que aparecerá no tubo em breve, depois de esgotar rapidamente o potencial dos principais mercados onde seu tema basquete poderia se encaixar." Gene Siskel do Chicago Tribune deu ao filme 2,5 estrelas de 4 e chamou-o de "algo entre um filme e um programa de televisão. É como seis segmentos de uma comédia semanal. Isso não o torna ruim - tem alguns momentos engraçados - mas este não é o tipo de material que justifica um alto preço de ingresso na primeira edição." Charles Champlin do Los Angeles Times escreveu: "'Fast Break' é o que eles costumavam chamar de um pequeno filme legal, e Hollywood agora geralmente os produz para a televisão. É literalmente rápido, direto, [e] excepcionalmente bem atuado por um elenco novo e atraente." Gary Arnold, do The Washington Post, escreveu: "'Fast Break', uma comédia esportiva insignificante, mas marginalmente divertida, sobre um time de basquete universitário da pobreza à riqueza, é o tipo de atração que costumava preencher a metade inferior das notas duplas. . Quando termina, você não fica desapontado, mas ainda está esperando o início do filme principal.
No Brasil, o filme foi exibido na TV e teve boa recepção por parte do público.